# Югославия на зимних Олимпийских играх 1984
Югославия принимала участие в Зимних Олимпийских играх 1984 года в Сараево (Югославия) в 12-й раз за свою историю, и завоевала одну серебряную медаль. До этой олимпиады Югославии не удавалось взять ни одной медали, Юре Франко получил первое зимнее серебро.

## Медалисты
| Серебро |            |                                                |            |
| №       | Спортсмены | Вид спорта (дисциплина)                        | Дата       |
| 1       | Юре Франко | Горнолыжный спорт (гигантский слалом, мужчины) | 14 февраля |

## Состав сборной
Биатлон
1. Юре Велепец (Partizan Dol)
2. Марьян Видмар (Partizan Dol)
3. Андрей Ланишек (Kamnik)
4. Томислав Лопатич (Romanija Pale)
5. Зоран Чосич (Romanija Pale)
6. Франьо Яковац (Mrkopalj)

 Горнолыжный спорт
1. Грега Бенедик (Jesenice)
2. Томаж Емц (Branik Maribor)
3. Боян Крижай (Tržič)
4. Йоже Куралт (Alpetur Škofja Loka)
5. Янез Плетершек (Branik Maribor)
6. Борис Стрел (Alpetur Škofja Loka)
7. Юре Франко (Gorica Nova Gorica)
8. Томаж Церковник (Unior-Olimpija Ljubljana)
9. Аня Завадлав (Olimpija Ljubljana)
10. Андрея Лесковшек (Novinar Ljubljana)
11. Матея Свет (Novinar Ljubljana)
12. Нуша Томе (Alpetur Škofja Loka)
13. Вероника Шарец (Novinar Ljubljana)

 Бобслей
1. Борислав Вуядинович (Željezničar Sarajevo)
2. Никола Корица (Željezničar Sarajevo)
3. Ненад Проданович (Željezničar Sarajevo)
4. Борис Радженович (Željezničar Sarajevo)
5. Зоран Соколович (Željezničar Sarajevo)
6. Огнен Соколович (Željezničar Sarajevo)
7. Здравко Стойнич (Željezničar Sarajevo)
8. Синиша Тубич (Željezničar Sarajevo)
9. Марио Франич (Željezničar Sarajevo)

 Конькобежный спорт
1. Ненад Жванут (Mladost Zagreb)
2. Бехудин Мердович (Bosna Sarajevo)
3. Дубравка Вукушич (Medveščak Zagreb)
4. Бибия Керла (AK Sarajevo)

 Лыжное двоеборье
1. Роберт Каштрун (Tržič)

 Лыжные гонки
1. Сашо Грайф (Pohorje Hoče)
2. Душан Джуришич (Mojstrana)
3. Йоже Клеменчич (Partizan Dol)
4. Янез Кршинар (Unior-Olimpija Ljubljana)
5. Иво Чарман (Triglav Kranj)
6. Яна Млакар (Kranjska Gora)
7. Метка Муних (Unior-Olimpija Ljubljana)
8. Татьяна Смолникар (Kamnik)
9. Андрея Смрекар (Partizan Dol)

 Прыжки на лыжах с трамплина
1. Вася Байц (Ilirija Ljubljana)
2. Боян Глобочник (Triglav Kranj)
3. Томаж Долар (Triglav Kranj)
4. Миран Тепеш (Ilirija Ljubljana)
5. Примож Улага (Ilirija Ljubljana)

 Фигурное катание
1. Милян Бегович (Medveščak Zagreb)
2. Санда Дубравчич (Medveščak Zagreb)

 Санный спорт
1. Душан Драгоевич (SK Željezničar Sarajevo)
2. Суад Караица (SK Željezničar Sarajevo)
3. Даяна Караица (SK Željezničar Sarajevo)

 Хоккей
1. Игор Берибак («Олимпия» Любляна)
2. Мустафа Бешич («Фасса»)
3. Деян Бурник («Олимпия» Любляна)
4. Андрей Видмар («Олимпия» Любляна)
5. Марьян Горенц («Олимпия» Любляна)
6. Петер Клеменц («Есенице»)
7. Йоже Ковач («Олимпия» Любляна)
8. Войко Лайовец («Олимпия» Любляна)
9. Томаж Лепша («Олимпия» Любляна)
10. Блаж Ломовшек («Олимпия» Любляна)
11. Домине Ломовшек («Олимпия» Любляна)
12. Драго Млинарец («Есенице»)
13. Мураица Пайич («Есенице»)
14. Цвето Претнар («Есенице»)
15. Боян Разпет («Есенице»)
16. Матьяж Секель («Олимпия» Любляна)
17. Эдо Хафнер («Есенице»)
18. Горазд Хити («Олимпия» Любляна)
19. Драго Хорват («Есенице»)
20. Иван Шчап («Есенице»)
21. Звоне Шувак («Есенице»)

## Бобслей
| Спортсмен                                                            | Дисциплина        | 1 заезд | 1 заезд | 2 заезд | 2 заезд | 3 заезд | 3 заезд | 4 заезд | 4 заезд | Итог    | Итог  |
| Спортсмен                                                            | Дисциплина        | Время   | Место   | Время   | Место   | Время   | Место   | Время   | Место   | Время   | Место |
| -------------------------------------------------------------------- | ----------------- | ------- | ------- | ------- | ------- | ------- | ------- | ------- | ------- | ------- | ----- |
| Здравко Стойнич Синиша Тубич                                         | двойки, мужчины   | 53.76   | 22      | 54.09   | 25      | 52.82   | 19      | 53.35   | 23      | 3:34.02 | 22    |
| Борис Радженович Никола Корица                                       | двойки, мужчины   | 53.85   | 23      | 54.01   | 24      | 53.05   | 21      | 53.22   | 21      | 3:34.13 | 24    |
| Здравко Стойнич Марио Франич Синиша Тубич Никола Корица              | четвёрки, мужчины | 51.32   | 18      | 51.90   | 21      | 51.65   | 19      | 51.61   | 16      | 3:26.48 | 19    |
| Ненад Проданович Огнен Соколович Зоран Соколович Борислав Вуядинович | четвёрки, мужчины | 51.62   | 23      | 51.96   | 22      | 52.35   | 23      | 52.38   | 24      | 3:28.31 | 23    |

## Горнолыжный спорт
Мужчины
| Спортсмен       | Дисциплина        | Финал          | Финал          | Финал          | Финал          | Финал          | Финал          |
| Спортсмен       | Дисциплина        | 1 попытка      | Место          | 2 попытка      | Место          | Итог           | Место          |
| --------------- | ----------------- | -------------- | -------------- | -------------- | -------------- | -------------- | -------------- |
| Томаж Емц       | Скоростной спуск  | н/д            | н/д            | н/д            | н/д            | 1:49.68        | 30             |
| Янез Плетершек  | Скоростной спуск  | н/д            | н/д            | н/д            | н/д            | 1:48.97        | 27             |
| Грега Бенедик   | Гигантский слалом | Не финишировал | Не финишировал | Не финишировал | Не финишировал | Не финишировал | Не финишировал |
| Юре Франко      | Гигантский слалом | 1:21.15        | 4              | 1:20.26        | 1              | 2:41.41        | 2              |
| Юре Франко      | Слалом            | Не финишировал | Не финишировал | Не финишировал | Не финишировал | Не финишировал | Не финишировал |
| Боян Крижай     | Гигантский слалом | 1:22.18        | 12             | 1:21.30        | 9              | 2:43.48        | 9              |
| Боян Крижай     | Слалом            | 52.98          | 10             | 48.53          | 5              | 1:41.51        | 7              |
| Борис Стрел     | Гигантский слалом | 1:21.23        | 5              | 1:21.13        | 6              | 2:42.36        | 5              |
| Томаж Церковник | Слалом            | 53.39          | 15             | 49.58          | 11             | 1:42.97        | 11             |
| Йоже Куралт     | Слалом            | 53.52          | 19             | 51.33          | 13             | 1:44.85        | 13             |

Женщины
| Спортсмен        | Дисциплина        | Финал           | Финал           | Финал              | Финал              | Финал              | Финал              |
| Спортсмен        | Дисциплина        | 1 попытка       | Место           | 2 попытка          | Место              | Итог               | Место              |
| ---------------- | ----------------- | --------------- | --------------- | ------------------ | ------------------ | ------------------ | ------------------ |
| Андрея Лесковшек | Гигантский слалом | 1:11.20         | 16              | 1:13.41            | 17                 | 2:24.61            | 16                 |
| Андрея Лесковшек | Слалом            | 52.00           | 21              | Дисквалифицирована | Дисквалифицирована | Дисквалифицирована | Дисквалифицирована |
| Вероника Шарец   | Гигантский слалом | 1:11.71         | 23              | 1:13.30            | 15                 | 2:25.01            | 20                 |
| Матея Свет       | Гигантский слалом | 1:11.88         | 24              | 1:14.34            | 26                 | 2:26.22            | 23                 |
| Матея Свет       | Слалом            | 51.12           | 19              | 49.73              | 15                 | 1:40.85            | 15                 |
| Нуша Томе        | Гигантский слалом | 1:12.18         | 32              | 1:14.03            | 23                 | 2:26.21            | 22                 |
| Нуша Томе        | Слалом            | 50.69           | 17              | Не финишировала    | Не финишировала    | Не финишировала    | Не финишировала    |
| Аня Завадлав     | Слалом            | Не финишировала | Не финишировала | Не финишировала    | Не финишировала    | Не финишировала    | Не финишировала    |

## Санный спорт
Мужчины
| Спортсмен       | 1 заезд | 1 заезд | 2 заезд | 2 заезд | 3 заезд | 3 заезд | 4 заезд | 4 заезд | Итог     | Итог  |
| Спортсмен       | Время   | Место   | Время   | Место   | Время   | Место   | Время   | Место   | Время    | Место |
| --------------- | ------- | ------- | ------- | ------- | ------- | ------- | ------- | ------- | -------- | ----- |
| Суад Караица    | 54.075  | 32      | 48.293  | 27      | 47.797  | 23      | 48.123  | 25      | 3:18.288 | 28    |
| Душан Драгоевич | 47.480  | 18      | 47.332  | 17      | 47.465  | 18      | 47.338  | 18      | 3:09.615 | 16    |

Женщины
| Спортсмен     | 1 заезд | 1 заезд | 2 заезд | 2 заезд | 3 заезд | 3 заезд | 4 заезд | 4 заезд | Итог     | Итог  |
| Спортсмен     | Время   | Место   | Время   | Место   | Время   | Место   | Время   | Место   | Время    | Место |
| ------------- | ------- | ------- | ------- | ------- | ------- | ------- | ------- | ------- | -------- | ----- |
| Даяна Караица | 43.901  | 21      | 43.250  | 16      | 42.890  | 16      | 42.619  | 16      | 2:52.660 | 17    |

## Фигурное катание
Мужчины
| Спортсмен     | CF | SP | FS | TFP  | Место |
| ------------- | -- | -- | -- | ---- | ----- |
| Mилян Бегович | 17 | 22 | 21 | 40.0 | 21    |

Женщины
| Спортсмен       | CF | SP | FS | TFP  | Место |
| --------------- | -- | -- | -- | ---- | ----- |
| Санда Дубравчич | 8  | 9  | 9  | 17.4 | 10    |